# Франсоа-Анри Пино
Франсоа-Анри Пино (на френски: François-Henri Pinault; роден на 28 май 1962 г. в Рен, Франция) е френски бизнесмен и главен изпълнителен директор на PPR, син на Франсоа Пино. Той е председател и изпълнителен директор на Kering от 2005 г. и президент на Groupe Artémis от 2003 г. Под неговото управление, Kering спира да се занимава с търговия на дребно и става компания за луксозни стоки. През 1993 г. става президент на CFAO, а през 1997 г. става изпълнителен директор на популярната търговска верига за електроника Fnac.

## Личен живот
На 14 февруари 2009 г. се жени за киноактрисата Салма Хайек в кметството на 6 район в Париж, Франция.